# Autofahrer- und Bürgerinteressenpartei Deutschlands
Die Autofahrer- und Bürgerinteressenpartei Deutschlands (Kurzbezeichnung: APD) war eine deutsche Kleinpartei.

## Geschichte
Sie wurde am 10. Oktober 1988 als Autofahrer Partei (AFP) gegründet. Ihr erster Vorsitzender wurde Anton K. Marth. Am 5. Dezember 1992 benannte sie sich in Autofahrer- und Bürgerinteressenpartei Deutschlands um. Bei der Europawahl 1994 trat sie zum ersten Mal an und erhielt 0,7 %; bei der Bundestagswahl 1994 0,046 %. Dieses Ergebnis konnte, abgesehen von einigen Regionalwahlen, nur bei den Wahlen zum Berliner Abgeordnetenhaus 1995 übertroffen werden (0,9 %).
Im Landkreis Limburg-Weilburg trat Joachim Reinhold Königstein am 22. Januar 1995 als APD-Kandidat bei der Direktwahl des Landrates an und erzielte 4,06 %. 
1995 übernahm Jürgen Reichenbach für ein Jahr den Parteivorsitz, ab 1996 leiteten Erhard Hörber und Günther Schill gemeinsam die Partei. Zum letzten Mal trat die APD 1999 an, als sie bei der Europawahl 0,4 % erhielt. Aufgrund von Mitgliedermangel und finanziellen Schwierigkeiten stellte sie im Jahr 2000 ihre Arbeit ein und löste sich 2002 auf.

## Programm
Hauptziel der APD war es laut eigener Aussage, „Mobilität für alle“ bezahlbar zu machen. Sie trat außerdem für einen Ausbau des Straßennetzes, die Schaffung von zusätzlichen Parkplätzen und einen uneingeschränkten Verkehrsfluss ein.